# خدایان پگانا
خدایان پگانا (به انگلیسی: The Gods of Pegāna) اولین کتابی بود که توسط نویسندهٔ خیال‌پردازی ایرلندی، لرد دانسنی با بودجهٔ شخصی خودش در سال ۱۹۰۵ میلادی به چاپ رسید. این کتاب تأثیر عمیقی بر آثار جی. آر. آر. تالکین، اچ. پی. لاوکرافت، اورسولا لوگویین و دیگران گذاشته‌است.
این کتاب مجموعه‌ای است از داستان‌های کوتاه که ماجراهایش توسط ابتکار دانسنی به‌کمک خدایانی که در پگانا ساکن شده‌اند، بهم متصل شده‌است.